# Osm nesmrtelných
Osm nesmrtelných (čínsky v českém přepisu Pa-sien, pchin-jinem Bāxiān, znaky 八仙) je osm postav z čínské mytologie. Skupina Pa-sien je nejvýznamnější božstvo taoismu hned po svaté trojici. Pojem Pa-sien je také obrazně používán pro štěstí. Mezi Osm nesmrtelných patří: Li Tchie-kuaj, Čung-li Čchüan, Lan Cchaj-che, Čang Kuo, Che Sien-ku, Lü Tung-pin, Chan Siang C’ a Cchao Kuo-ťiou. Tento výčet rovněž představuje pořadí, ve kterém se stali nesmrtelnými. Mezi jejich schopnosti údajně patřilo předvídání budoucnosti, dar uzdravení, schopnost přeměny na různé objekty a lidi, kontrola lidí pomocí energie čchi. Také vlastnili těla, která nestárla a byla obdařena mimořádnou silou.

## Seznam

### Li Tchie-kuaj

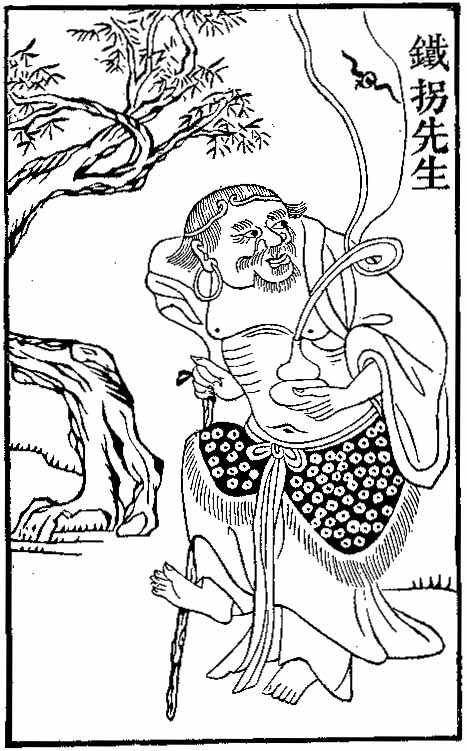
Li Tchie-kuaj

Li Tchie-kuaj (čínsky znaky zjednodušené 李铁拐, tradiční 李鐵拐, doslova „železná berle Li“) se z osmice stal nesmrtelným jako první. Je také znám pod jménem Kung-mu. Je vždy zobrazován s berlí a tykví plnou kouzelných léků. V některých zdrojích se uvádí, že se narodil v říši Jüan, to se ale neshoduje s legendou kde vystupuje společně s Lao-c’.
Dle jedné z legend jeho duše opustila tělo aby mohl navštívit horu Chua-šan a nechal svého učedníka Lang Linga aby hlídal jeho tělo. V případě že se do sedmi dnů nevrátí, měl Lang Ling jeho tělo spálit. Naneštěstí byl Lang Ling povolán ke své umírající matce, a tak tělo spálil již šestý den. Když se duše Li Tchie-kuaje vrátila, neměla své tělo. V blízkém lese ale umřel žebrák hlady, a tak duše vstoupila právě do tohoto těla. Když však Li spatřil svůj vzhled a uvědomil si chromou nohu, přál si z tohoto těla dostat pryč. Lao-c’ mu však poradil, aby v těle zůstal, a dal mu zlatou sponu do vlasů a berli.

### Čung-li Čchüan

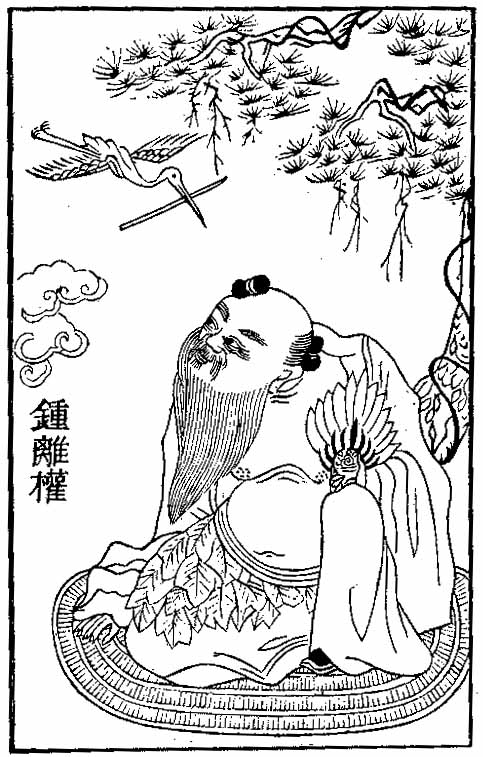
Čung-li Čchüan

Čung-li Čchüan (čínsky znaky zjednodušené 锺离权, tradiční 鍾離權) se narodil v provincii Šen-si. Dle legendy vlastní vějíř, který má moc vzkřísit mrtvé a změnit kámen na drahé kovy, někdy je vyobrazen s broskví, která symbolizuje nesmrtelnost. Většinou je vyobrazen s nahou hrudí. Jedna z legend vypráví, že žil jako filozof se svou krásnou ženou na venkově. Jeden den míjel ženu, která ovívala hrob, na němž byla čerstvá hlína. Dozvěděl se, že je to hrob jejího manžela, který ji řekl, že se může znovu vdát až hlína na jeho hrobě zcela zaschne. Žena ale již v tu chvíli měla nového nápadníka, a tak se snažila celý proces urychlit. Čung-li Čchüan jí nabídl pomoc, a svým vějířem hrob okamžitě usušil. Doma potom příběh vypověděl své vlastní ženě, která byla jednáním ženy rozhořčena, a řekla, že ona by se takto rychle nevdala. Čung-li následujícího dne předstíral smrt, a vzal na sebe podobu mladého a krásného muže, který se ucházel o jeho ženu. Žena Čung-liho mu okamžitě kývla na sňatek, a dokonce slíbila, že přeměněnému Čung-limu přinese mozek svého zesnulého manžela. Když však hrob otevřela, zjistila že je prázdný. Manželka Čung-liho pochopila co se stalo, a z hanby spáchala sebevraždu.

### Lan Cchaj-che

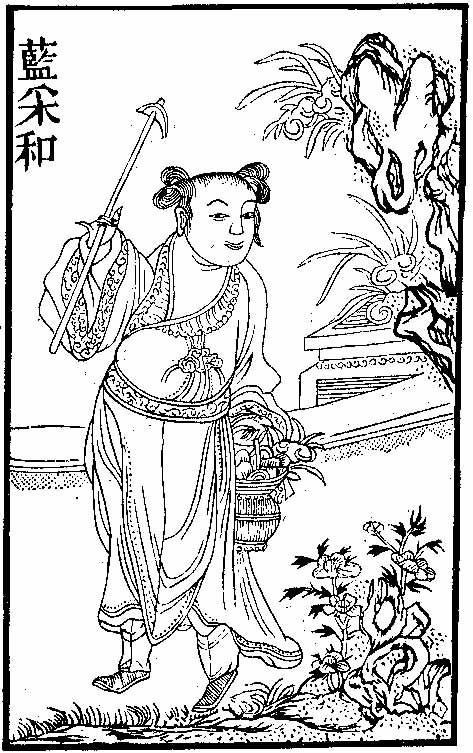
Lan Cchaj-che

Lan Cchaj-che (čínsky znaky zjednodušené 蓝采和, tradiční 藍采和) je postava zobrazována velmi různorodě, někdy je považována za ženu, někdy za hermafrodita. Je to potulná zpěvačka, která obvykle hraje na flétnu nebo pár činelů. Je vyobrazována v modrém taláru s košíkem. Legenda vypráví, že byla dcerou bylinkářů.

### Čang Kuo

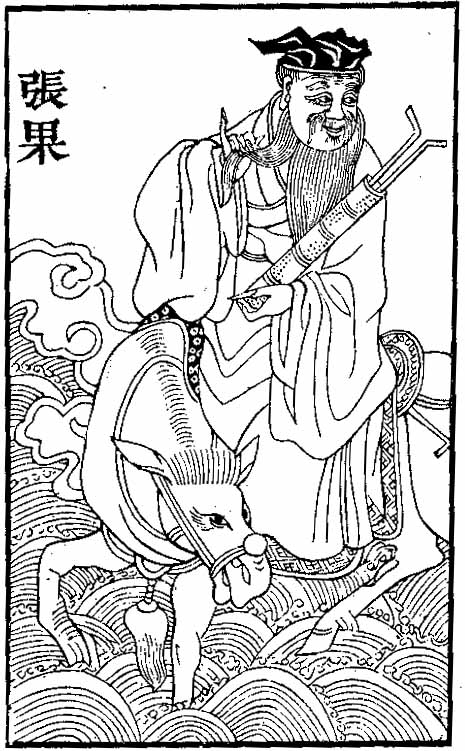
Čang Kuo

Čang Kuo (čínsky znaky zjednodušené 张果老, tradiční 張果老) žil v říši Tchang, jeho existence byla doložena. Objevuje se s dlouhou bradkou a kloboukem na hlavě. Cestuje na bílé mule, o které se vypráví, že dokáže bez přestávky cestovat stovky mil. Často je vyobrazován jak cestuje na mule obráceně. Na konci cesty mulu složí jako papír, a umístí ji do své kapsy, nebo malé krabičky. Pokud potřebuje svou mulu pro novou cestu, pokropí ji vodou ze svých úst, a mula se vrátí do původní podoby. V rukách drží obvykle broskev, nebo fénixe, obojí reprezentuje nesmrtelnost.

### Che Sien-ku

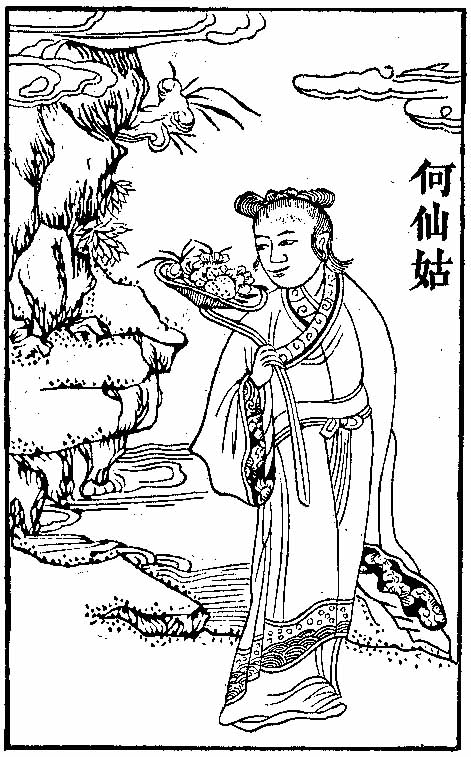
Che Sien-ku

Che Sien-ku je jedinou ženou z osmi nesmrtelných. Žila v říši Tchang.

### Lü Tung-pin

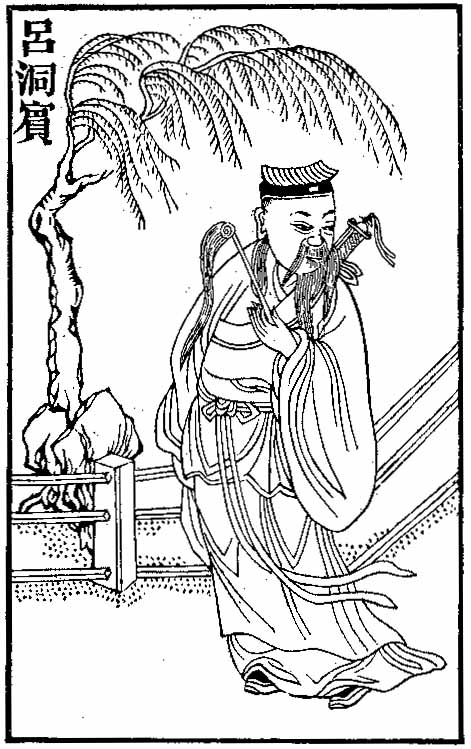
Lü Tung-pin

Lü Tung-pinovi (čínsky znaky zjednodušené 吕洞宾, tradiční 呂洞賓) se dle legendy jednou zdál sen, který mu predikoval velmi šťastnou budoucnost. Službu ve vysokém úřadu, manželku z dobré rodiny, dceru a syna. Poté se jeho krásný sen změnil v noční můru, která předpovídala ztrátu úřadu a bohatství, zradu jeho ženy a smrt jeho dětí. Po probuzení zjistil, že tento sen přivolal Čung-li Čchüan aby mu ukázal pomíjivost věcí. Lü Tung-pin se poté rozhodl zasvětit svůj život taoismu.

### Chan Siang C’

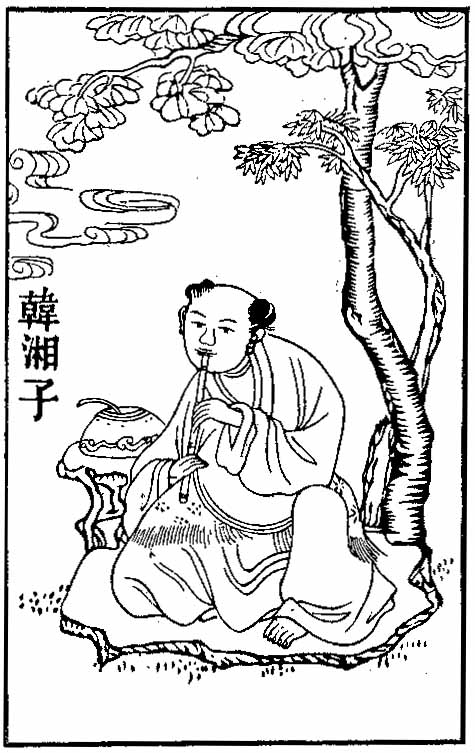
Chan Siang C’

Chan Siang C’ je označován za synovce nebo prasynovce slavného konfuciánského učence Chan Jüa. Je často vyobrazen s flétnou.

### Cchao Kuo-ťiou

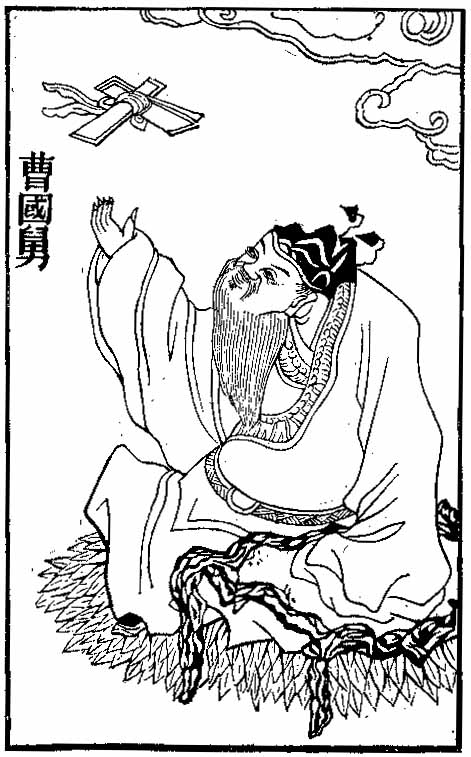
Cchao Kuo-ťiou

Cchao Kuo-ťiou se často objevuje v úřednických šatech. Dle legendy je členem dynastie Sung.